# Sonderaktion 1005

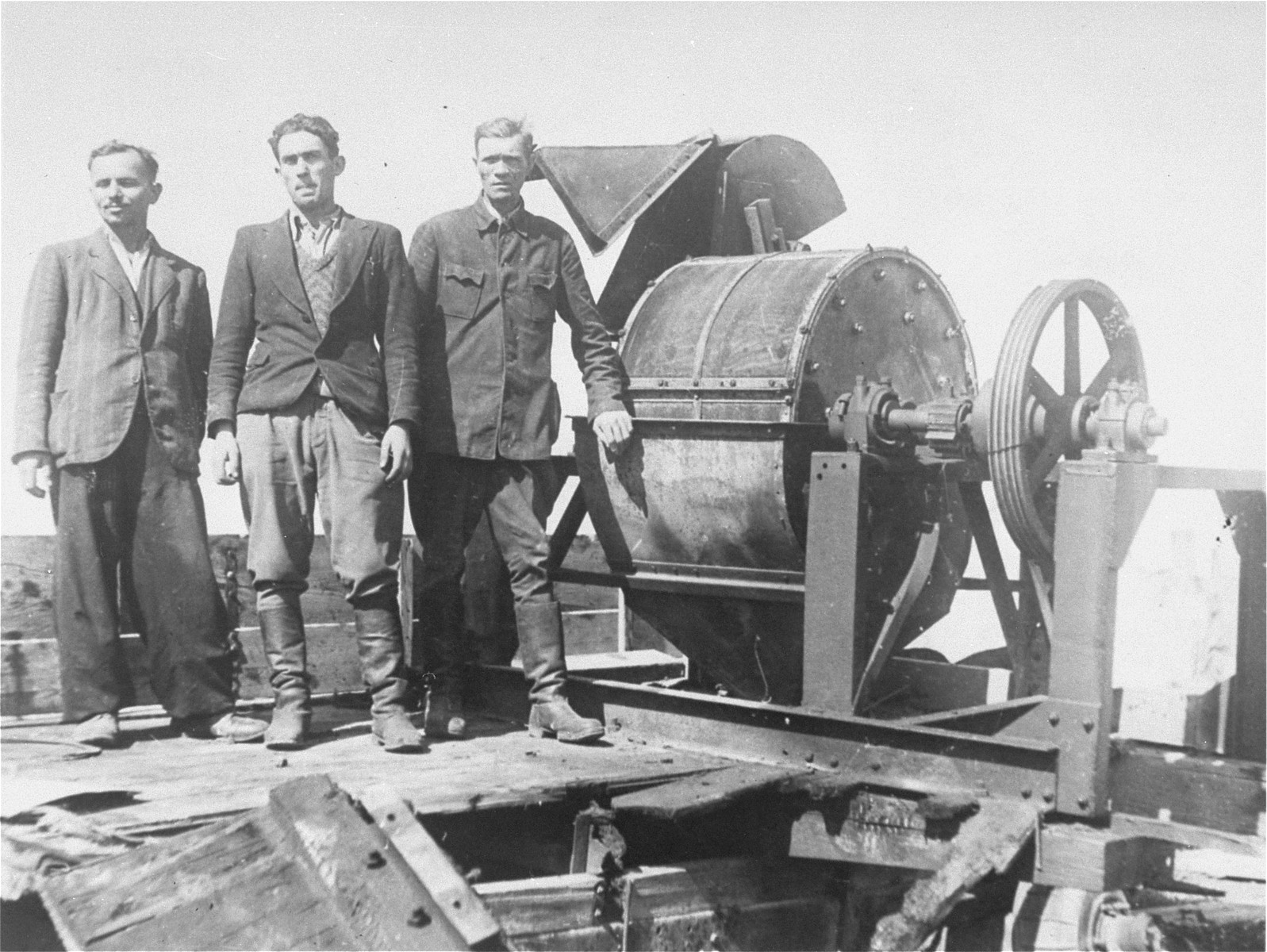
Componenti di un Sonderkommando 1005 (da sinistra: ignoto, David Manusevitz e Moses Korn) presso un frantoio a rotazione per la frantumazione delle ossa residuali della cremazione dei cadaveri (Campo di concentramento, e poi di sterminio, di Leopoli - 1943).

Sonderaktion 1005 («Operazione speciale 1005)», conosciuta anche come Aktion 1005, o, informalmente, Enterdungsaktion («Operazione disseppellimento»), è stato il nome di un'operazione segreta condotta dalle autorità nazionalsocialiste in Europa orientale durante la seconda guerra mondiale tra la metà del 1942 ed il 1944. Lo scopo dell'operazione fu l'occultamento delle tracce degli omicidi di massa effettuati da SS e Gestapo nei campi di sterminio dell'Operazione Reinhard e dagli Einsatzgruppen in Polonia e Unione Sovietica, mediante l'esumazione e la successiva cremazione dei corpi.
La maggior parte del personale impiegato nel corso della Sonderaktion 1005 era composto da prigionieri, in maggioranza ebrei, provenienti dai campi di concentramento e sottoposti a terribili condizioni di vita; nella maggior parte dei casi, essi furono uccisi al termine delle operazioni per preservare il segreto. I prigionieri erano inquadrati in apposite squadre di lavoro chiamate Leichenkommandos (Unità [operative per la rimozione] dei cadaveri) o anche Sonderkommando 1005 sulla falsariga dei Sonderkommando operanti nei campi di sterminio. Queste unità operative erano dirette da ufficiali del Sicherheitsdienst (SD) o Servizio di sicurezza e della Sicherheitspolizei (SIPO) o Polizia di sicurezza e sorvegliate da personale proveniente dalla Ordnungspolizei (ORPO) o Polizia d'ordinanza.

## Motivazioni iniziali
Diversi furono i motivi che nei primi mesi del 1942 indussero le autorità tedesche a discutere la possibilità di eliminare le prove delle uccisioni di massa effettuate all'Est:
- la consapevolezza che gli Alleati erano ormai a conoscenza dei crimini perpetrati attraverso notizie e testimonianze fatte loro pervenire dalle forze partigiane polacche e sovietiche;
- i problemi sanitari legati all'inefficienza nello smaltimento, e alla successiva putrefazione, dei cadaveri sommariamente tumulati in grandi fosse comuni dopo le fucilazioni di massa degli Einsatzgruppen o nelle uccisioni nelle camere a gas dei campi di sterminio; all'epoca i campi di sterminio non disponevano ancora di efficienti sistemi di cremazione e nello stesso campo di Auschwitz non erano ancora stati costruiti i quattro grandi forni in grado di smaltire il quantitativo giornaliero di cadaveri uccisi nelle camere a gas utilizzando acido cianidrico (Zyklon B);[5]
- la necessità di nascondere le prove di eccidi che difficilmente sarebbero stati compresi, e tanto meno approvati, dalle future generazioni di tedeschi.

## L'operazione
Nel marzo 1942 il capo della RSHA Reinhard Heydrich mise a capo della Aktion 1005 l'ufficiale delle SS e membro dell'SD, già comandante dell'Einsatzgruppe C, Paul Blobel. L'assegnazione non fu subito operativa a causa del riuscito attentato alla vita di Reinhard Heydrich il 27 maggio 1942. Ciononostante, alla fine del mese di giugno, la Aktion 1005 prese corpo e Blobel fu ufficialmente assegnato al progetto dal capo della Gestapo Heinrich Müller. Blobel iniziò a sperimentare varie modalità operative presso il campo di sterminio di Chełmno. L'uso di bombe incendiarie non fu molto positivo dato che il fuoco si propagava facilmente alle vicine foreste. Blobel sviluppò allora una tecnica più efficiente: utilizzando inferriate, e successivamente binari ferroviari, furono create enormi griglie su cui venivano alternati strati di corpi e strati di legna da ardere. Una volta bruciati i corpi, i residui ossei venivano frantumati mediante un apposito frantoio rotativo. La cenere e i frammenti di ossa venivano poi risepolti nelle fosse comuni da cui erano stati prelevati i cadaveri.
Il primo teatro delle operazioni, che si conclusero nel novembre 1942 con l'uccisione di tutti i prigionieri ebrei addetti alle operazioni, fu il campo di sterminio di Sobibór. Nel dicembre 1942 Sonderaktion 1005 si spostò quindi al campo di sterminio di Bełżec.
Dato che i nuovi campi di sterminio (come quello di Auschwitz e di Bergen-Belsen) possedevano forni crematori per smaltire i corpi, i gruppi della Sonderaktion 1005 furono inviati sui luoghi degli eccidi di massa avvenuti all'est come Babi Yar, Ponary e il Forte n.9 a Kaunas. Nel 1944 con le truppe sovietiche che si avvicinavano, Wilhelm Koppe, comandante superiore delle SS e della Polizia del Governatorato Generale, ordinò che ognuno dei cinque distretti (Varsavia, Cracovia, Lublino, Radom e Leopoli) allestisse una propria squadra di Sonderaktion 1005 per iniziare a "ripulire" tutte le fosse comuni. Le operazioni non ebbero pieno successo, dato che, anche a causa dei sabotaggi che alcuni Leichenkommando misero in atto per rallentare le operazioni e quindi posticipare la propria eventuale uccisione, le truppe sovietiche raggiunsero alcuni siti prima che questi potessero essere "sanati".
Nella sua dichiarazione giurata al processo di Norimberga, Dieter Wisliceny (SS-Hauptsturmfuhrer e vice di Adolf Eichmann coinvolto nella soluzione finale) rese la seguente testimonianza a proposito della Aktion 1005:
(SS-Hauptsturmführer Dieter Wisliceny)